# Encyclia patens
Encyclia patens är en orkidéart som beskrevs av William Jackson Hooker. Encyclia patens ingår i släktet Encyclia och familjen orkidéer. Inga underarter finns listade i Catalogue of Life.

## Bildgalleri

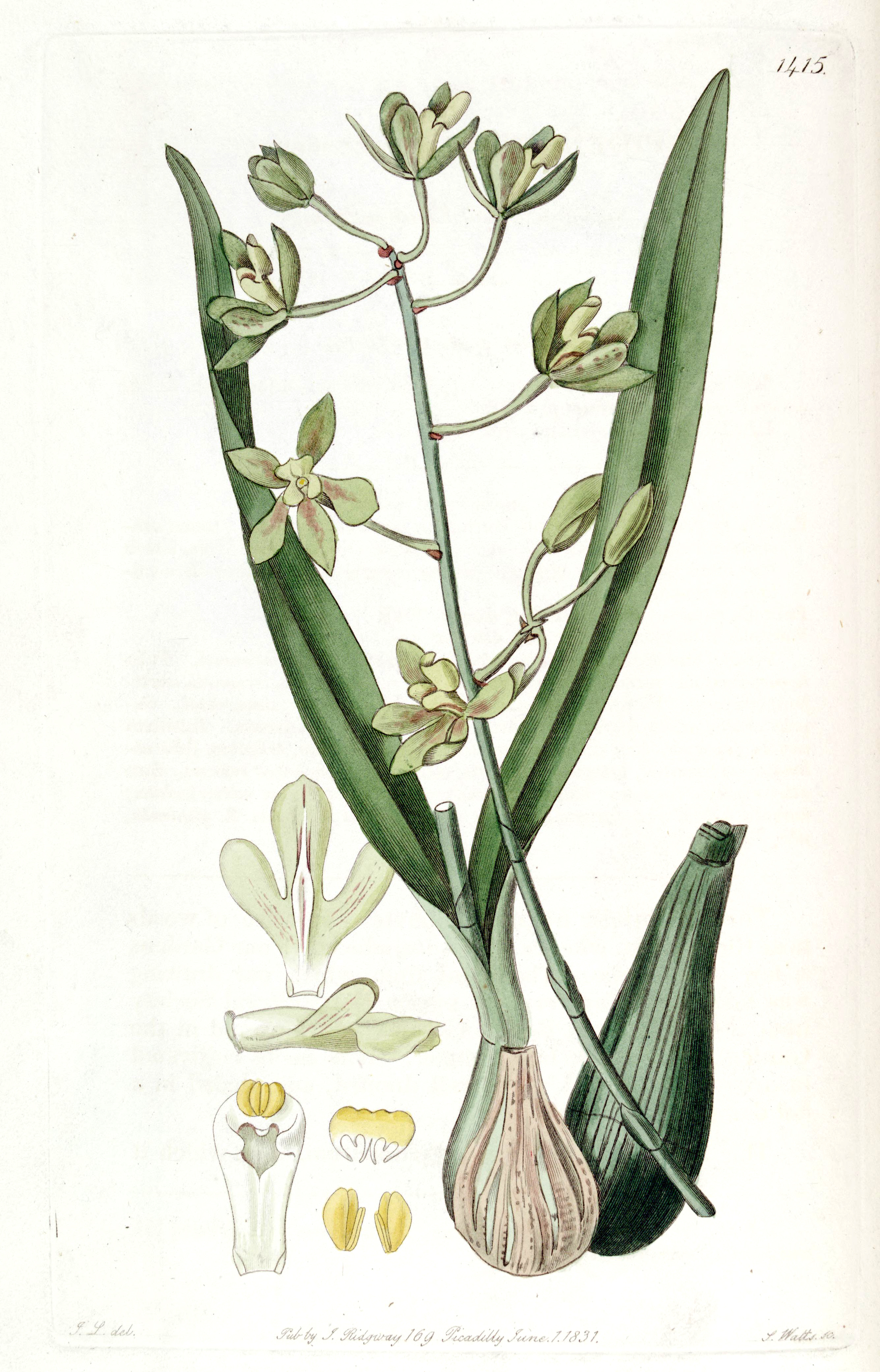
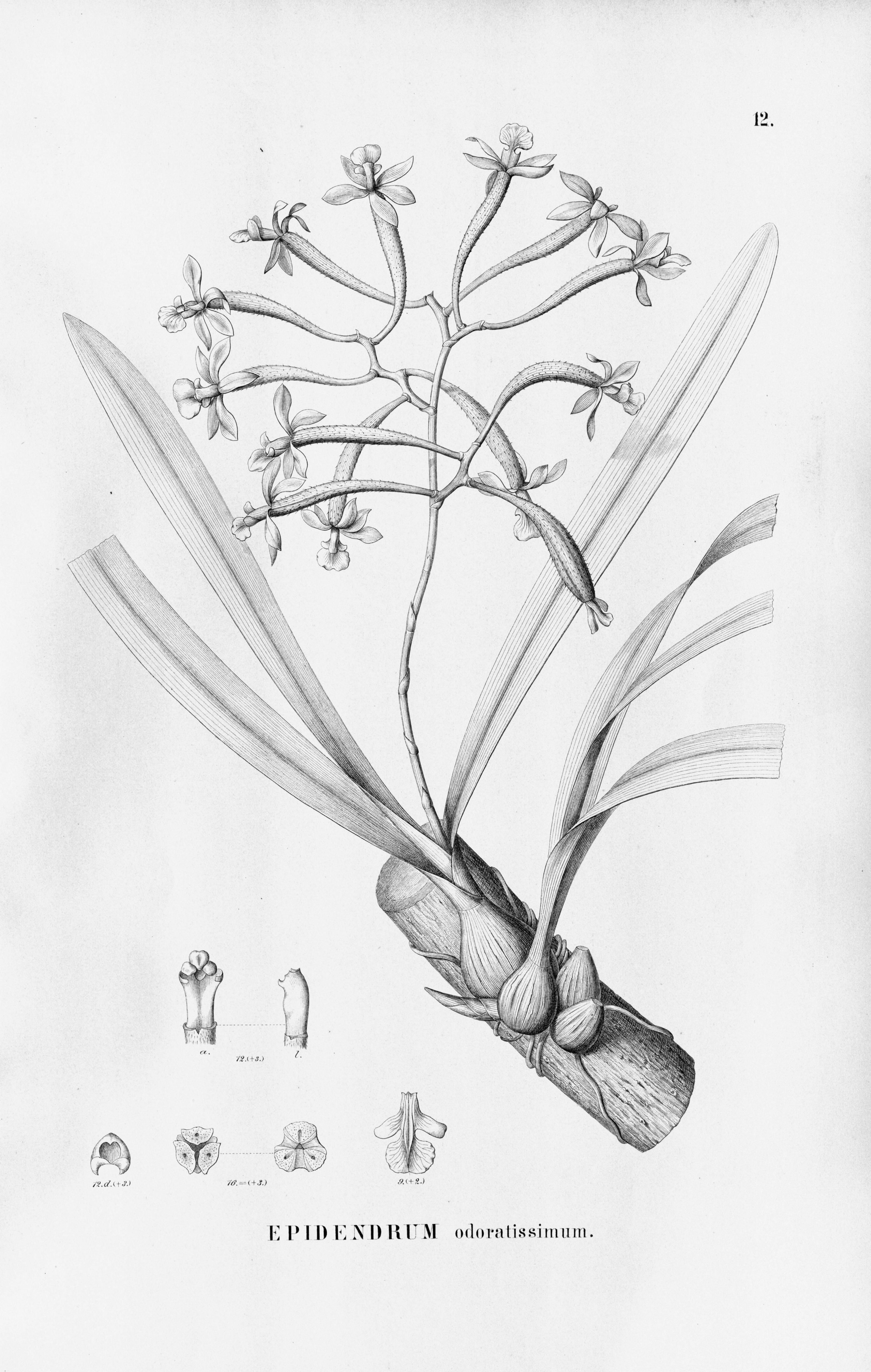